# The Slow Rush
Albums de Tame Impala
Currents
(2015)
Singles
1. Borderline
Sortie : 12 avril 2019
2. It Might Be Time (en)
Sortie : 28 octobre 2019
3. Posthumous Forgiveness (en)
Sortie : 3 décembre 2019
4. Lost in Yesterday
Sortie : 8 janvier 2020
5. Breathe Deeper
Sortie : 14 février 2020
6. Is It True
Sortie : 7 août 2020

The Slow Rush est le quatrième album studio du projet musical australien Tame Impala, sorti le 14 février 2020. Tout comme les albums précédents, il est écrit, enregistré, interprété et produit par Kevin Parker. Il suit l'album Currents de 2015 et les singles Patience et Borderline sortis en 2019, ce dernier servant de premier single de l'album.
Aux ARIA Music Awards de 2020, l'album a remporté cinq catégories, le prix ARIA de l'album de l'année, du meilleur groupe, du meilleur album de rock, de l'ingénieur du son de l'année et du producteur de l'année (les deux derniers pour le travail de Kevin Parker),. L'album a également reçu une nomination pour le meilleur album de musique alternative aux Grammy Awards de 2021, tandis que Lost in Yesterday a été nommée pour la meilleure chanson de rock.

## L'album

### La pochette
La pochette de l'album représente une pièce peinte en rouge engloutie par du sable. La maison est située dans le village fantôme de Kolmanskop en Namibie,.

## Accueil critique

### Classements des critiques
| Publication        | Classement                                | Position | Réf.   |
| ------------------ | ----------------------------------------- | -------- | ------ |
| Billboard          | Les 50 meilleurs albums de 2020           | 27       | [ 7 ]  |
| Complex            | Les meilleurs albums de 2020              | 7        | [ 8 ]  |
| Gaffa              | Les 20 meilleurs albums étrangers         | 3        | [ 9 ]  |
| Les Inrockuptibles | Notre top 100 des albums 2020             | 29       | [ 10 ] |
| Mojo               | Les 75 meilleurs albums de 2020           | 41       | [ 11 ] |
| NPR                | Les meilleurs albums de 2020              | 24       | [ 12 ] |
| OOR (en)           | Liste de fin d'année 2020                 | 14       | [ 13 ] |
| The Plain Dealer   | Les meilleurs albums de 2020              | 29       | [ 14 ] |
| Radio X            | Les meilleurs albums de 2020              | NC       | [ 15 ] |
| RNZ Music          | Le meilleur de 2020: le top 20 des albums | 14       | [ 16 ] |
| Uncut              | Les 75 meilleurs albums de 2020           | 13       | [ 17 ] |
| Uproxx             | Les meilleurs albums de 2020              | 45       | [ 18 ] |

## Liste des titres
Tous les titres ont été écrits, composés et produits par Kevin Parker.
| 1.    | One More Year          | 5:22 |
| 2.    | Instant Destiny        | 3:13 |
| 3.    | Borderline             | 3:57 |
| 4.    | Posthumous Forgiveness | 6:06 |
| 5.    | Breathe Deeper         | 6:12 |
| 6.    | Tomorrow's Dust        | 5:26 |
| 7.    | On Track               | 5:01 |
| 8.    | Lost in Yesterday      | 4:09 |
| 9.    | Is It True             | 3:58 |
| 10.   | It Might Be Time       | 4:33 |
| 11.   | Glimmer                | 2:08 |
| 12.   | One More Hour          | 7:13 |
| 57:18 |                        |      |

| The Slow Rush – Édition japonaise | The Slow Rush – Édition japonaise | The Slow Rush – Édition japonaise | The Slow Rush – Édition japonaise | The Slow Rush – Édition japonaise | The Slow Rush – Édition japonaise | The Slow Rush – Édition japonaise | The Slow Rush – Édition japonaise | The Slow Rush – Édition japonaise | The Slow Rush – Édition japonaise |
| No                                | Titre                             | Durée                             |                                   |                                   |                                   |                                   |                                   |                                   |                                   |
| --------------------------------- | --------------------------------- | --------------------------------- | --------------------------------- | --------------------------------- | --------------------------------- | --------------------------------- | --------------------------------- | --------------------------------- | --------------------------------- |
| 13.                               | Patience (piste bonus)            | 4:52                              |                                   |                                   |                                   |                                   |                                   |                                   |                                   |
| 62:18                             |                                   |                                   |                                   |                                   |                                   |                                   |                                   |                                   |                                   |

## Crédits
Tame Impala
- Kevin Parker – paroles, chants, instruments, production, mixage, concept d'art

Technique
- Greg Calbi – matriçage.
- Steve Fallone – matriçage.
- Glen Goetze – A&R, co-production.

Pochette
- Neil Krug – photographie, design, concept d'art

## Classements hebdomadaires
| Classement (2020)                   | Meilleure position |
| ----------------------------------- | ------------------ |
| Allemagne (Media Control AG)        | 7                  |
| Australie (ARIA)                    | 1                  |
| Autriche (Ö3 Austria Top 40)        | 9                  |
| Belgique (Flandre Ultratop)         | 2                  |
| Belgique (Wallonie Ultratop)        | 6                  |
| Canada (Canadian Albums)            | 3                  |
| Danemark (Tracklisten)              | 7                  |
| Écosse (OCC)                        | 1                  |
| Espagne (Promusicae)                | 6                  |
| Estonie (Eesti Tipp-40)             | 3                  |
| États-Unis (Billboard 200)          | 3                  |
| États-Unis (Top Alternative Albums) | 1                  |
| États-Unis (Top Rock Albums)        | 1                  |
| Finlande (Suomen virallinen lista)  | 12                 |
| France (SNEP)                       | 11                 |
| Irlande (IRMA)                      | 3                  |
| Italie (FIMI)                       | 20                 |
| Japon (Oricon)                      | 62                 |
| Nouvelle-Zélande (RIANZ)            | 3                  |
| Norvège (VG-lista)                  | 5                  |
| Pays-Bas (Mega Album Top 100)       | 2                  |
| Pologne (ZPAV)                      | 37                 |
| Portugal (AFP)                      | 1                  |
| Royaume-Uni (UK Albums Chart)       | 3                  |
| Suède (Sverigetopplistan)           | 8                  |
| Suisse (Schweizer Hitparade)        | 3                  |